# 田园交响曲 (小说)
《田园交响曲》（La Symphonie pastorale）是法国作家安德烈·纪德的一部中篇小说，发表于1919年10月和11月。 

## 情节
故事设定在1890年代的瑞士法语区，描写一名乡村牧师收养了一个盲女热特律德（Gertrude）。书名既是指牧师带着热特律德听的贝多芬的第六交响曲，又名田园交响曲，也是指牧师本人与热特律德的交响曲。牧师的妻子阿梅莉对热特律德表示不满，因为牧师对她的关注，超过对自己五个孩子的关注。她试图促使他认识到他对这位年轻女子的感情的真实本质。在这方面，她能够“看见”的能力，与牧师的“盲目”，形成鲜明的对比。
在热特律德有限的世界中，牧师是其中的主要角色，所以她觉得自己爱上了他，并且在某种程度上，他对她也有类似的感受。他的长子雅克与热特律德年龄相仿，要求与她结婚，牧师嫉妒了，拒绝了，虽然雅克显然爱着她。
热特律德做了手术，恢复了视力，这时她意识到，她爱的是雅克，而不是牧师。然而，雅克放弃了对她的爱，改信了天主教，成为一名修士。热特律德试图跳河自杀，但失败了，被救了上来，又感染了肺炎。她意识到牧师是一位老人，而她失明时想象的那个人是雅克。她在去世前不久，把这些告诉了牧师。

## 改编
让·德兰诺伊于1946年将该作品拍成电影，由蜜雪兒·摩根饰演女主角热特律德。1958年为澳大利亚电视台制作了一个版本。

## 主题
这个故事涉及盲目的观念。热特律德是在身体上盲目，而牧师则是在道德上盲目，似乎并未意识到他对热特律德的痴迷程度。
除盲目外，罪也是小说中的重要概念。牧师将雅克对热特律德的爱视为一种罪，却没有考虑到自己作为已婚男人和宗教人士，对收养的年轻女孩的深厚的感情。